# Ctenus spectabilis
Ctenus spectabilis là một loài nhện trong họ Ctenidae.
Loài này thuộc chi Ctenus. Ctenus spectabilis được Roger de Lessert miêu tả năm 1921.